# カルシャガ・ダウトベック
カルシャガ・ダウトベック（カザフ語: Каршыга Даутбек、英語: Karshyga Dautbek、1993年12月7日 - ）は、カザフスタンの男性総合格闘家。アメリカン・トップチーム所属。

## 来歴
2009年からボクシングを始め、ボクシングの盛んなカザフスタンで、わずか2年で全国大会優勝を果たす。2015年に総合格闘技へ転向。
2015年3月、Alash Prideのバンタム級でMMAプロデビュー、1R KO勝ちして白星を飾る。
2016年にはマレーシアで行われたシラットの世界大会で1日に3試合を行い、全てKO勝利で優勝。

### RIZIN
2018年、8勝1敗でRIZINと契約。
2018年9月30日、RIZIN初参戦となったRIZIN.13で朝倉未来と対戦し、0-3の判定負けを喫した。
その後、2019年3月にRCCにて練習中の負傷で鎖骨が折れた状態のままイゴーリ・ジルコフとバンタム級で試合をして、眉尻をカットした際の出血によって試合が中断してドクターストップ負けとなるも、その後フェザー級で4連勝。2023年以降は、UFCのTUF 14優勝者のディエゴ・ブランダオンをわずか36秒でKOし、元ONEフェザー級2位の松嶋こよみを1R KOするなどして6連勝（5連続KO）。
2024年4月に14勝3敗でRIZINと再び複数試合契約を結んだ。
2024年6月9日、約6年ぶりの参戦となったRIZIN.47で、現ZSTフェザー級王者の関鉄矢と対戦し、左フックでダウンを奪い左ボディブローでKO勝ちを収めた。勝利者マイクでは、「RIZINでチャンピオンになった暁には日本語を学んで、ファンの皆さんと日本語で交流したいと思っています。約束します」と話し、観客から大きな歓声と拍手を浴びた。
2024年9月29日、RIZIN.48で極真空手世界2位の木下カラテと対戦し、左ストレートで1RKO勝ちを収めた。これで8連勝となった。
2024年12月31日、RIZIN10度目の大晦日記念大会のRIZIN DECADE（RIZIN.49）でYA-MANと対戦し、打撃でYA-MANをぐらつかせグラウンドでも有利になるなどして3-0の判定勝ちを収めた。
2025年3月30日、RIZIN.50で第5代RIZINフェザー級王者でKNOCK OUT-BLACKスーパーライト級王者の鈴木千裕と対戦し、1Rにテイクダウンを奪い打撃を当て続け3R終盤にテイクダウンを奪われるも、2-1の判定勝ちを収めた。

## 戦績
| 総合格闘技 戦績 | 総合格闘技 戦績 | 総合格闘技 戦績 | 総合格闘技 戦績 | 総合格闘技 戦績 | 総合格闘技 戦績 | 総合格闘技 戦績 |
| --------------- | --------------- | --------------- | --------------- | --------------- | --------------- | --------------- |
| 21 試合         | (T)KO           | 一本            | 判定            | その他          | 引き分け        | 無効試合        |
| 18 勝           | 14              | 1               | 3               | 0               | 0               | 0               |
| 3 敗            | 2               | 0               | 1               | 0               | 0               | 0               |

| 勝敗 | 対戦相手                         | 試合結果                                        | 大会名                                                       | 開催年月日     |
| ○    | 鈴木千裕                         | 5分3R終了 判定2-1                               | RIZIN.50                                                     | 2025年3月30日  |
| ○    | YA-MAN                           | 5分3R終了 判定3-0                               | RIZIN.49                                                     | 2024年12月31日 |
| ○    | 木下カラテ                       | 1R 1:48 KO（左ストレート）                      | RIZIN.48                                                     | 2024年9月29日  |
| ○    | 関鉄矢                           | 1R 3:11 KO（左ボディブロー）                    | RIZIN.47                                                     | 2024年6月9日   |
| ○    | 松嶋こよみ                       | 1R 4:41 TKO（左ストレート→パウンド）            | TOP BRIGHTS.1                                                | 2024年1月21日  |
| ○    | ディエゴ・ブランダオン           | 1R 0:36 KO（左ストレート→パウンド）             | Alash Pride 89                                               | 2023年9月9日   |
| ○    | アリ・ユセフ                     | 1R 3:20 KO（左ストレート）                      | Alash Pride 84                                               | 2023年5月7日   |
| ○    | ギリェルモ・ネレス               | 1R 3:39 KO（左ボディブロー）                    | Alash Pride 80                                               | 2023年1月29日  |
| ○    | ヴォロージャ・アイワジアン       | 1R 2:45 KO（左ボディブロー）                    | ACA 129: Magomedov vs. Sarnavskiy                            | 2021年9月24日  |
| ○    | トゥルガナリー・アブドゥラエフ   | 5分3R終了 判定3-0                               | Alash Pride FC - Grand Prix                                  | 2020年2月22日  |
| ×    | イゴーリ・ジルコフ               | 3R 0:55 TKO（ドクターストップ：カットでの出血） | RCC Intro 3                                                  | 2019年3月9日   |
| ×    | 朝倉未来                         | 5分3R終了 判定0-3                               | RIZIN.13                                                     | 2018年9月30日  |
| ○    | イワン・ラッツ                   | 1R 1:20 TKO（グラウンドパンチ）                 | Octagon Promotion - Octagon Selection Vol. 1                 | 2018年8月4日   |
| ○    | イモマリ・ホルボーイ             | 1R 0:56 KO（左膝蹴り）                          | ACB 69: Young Eagles 22                                      | 2017年9月9日   |
| ○    | ヴァリッシャー・ラクモノフ       | 1R 0:32 KO（左フック）                          | Alash Pride - Flyweight Grand Prix Finale                    | 2016年5月10日  |
| ○    | シンギス・クアニシュベク         | 1R 0:14 KO（左フック）                          | Alash Pride - Selection 12                                   | 2015年11月14日 |
| ○    | マクスッド・アミノフ             | 3R 2:14 KO（グラウンドパンチ）                  | Alash Pride Tech-Krep FC Prime Selection Kazakhstan Warriors | 2015年9月12日  |
| ×    | ティレク・バトゥイロフ           | 2R 1:22 TKO（パンチ）                           | Alash Pride - Selection 10                                   | 2015年5月9日   |
| ○    | ファリディンベク・ザイニディノフ | 1R 3:19 KO（パンチ）                            | Alash Pride - Selection 10                                   | 2015年5月9日   |
| ○    | エルナト・セリカノフ             | 1R 1:55 リアネイキドチョーク                    | Alash Pride - Selection 9                                    | 2015年4月19日  |
| ○    | シーミク・カパー                 | 1R 2:21 TKO（パンチ）                           | Alash Pride - Selection 8                                    | 2015年3月13日  |

### 試合映像
1. ↑  『【試合映像】朝倉未来 vs. カルシャガ・ダウトベック / Mikuru Asakura vs. Karshyga Dautbek - RIZIN.13』2018年。
2. ↑  『【試合映像】カルシャガ・ダウトベック vs. 関鉄矢 / Karshyga Dautbek vs. Tetsuya Seki - RIZIN.47』RIZIN公式YouTubeチャンネル、2024年。

### 補足映像
1. ↑  『【番組】RIZIN CONFESSIONS #24（※番組内で試合映像＆カルシャガ・ダウトベックと朝倉未来による試合振り返りドキュメンタリー番組）』RIZIN公式YouTubeチャンネル、2018年。
2. ↑  『【番組】RIZIN CONFESSIONS #152（※番組内で試合映像＆カルシャガ・ダウトベックと関鉄矢による試合振り返りドキュメンタリー番組）』RIZIN公式YouTubeチャンネル、2024年。
3. ↑  『【番組】RIZIN CONFESSIONS #164（※番組内で試合映像＆カルシャガ・ダウトベックと木下カラテによる試合振り返りドキュメンタリー番組）』RIZIN公式YouTubeチャンネル、2024年。